# モミン・プロホド
モミン・プロホド（ブルガリア語: Момин проход, Momin Prohod, [ˈmɔmin ˈprɔxot]）は、ブルガリア西部のソフィア州コステネツ市にある町。首都ソフィアの南東70キロメートルに位置し、スレドナ・ゴラ山脈の南西部にあたる。2006年に町制施行された。
湯治場として人気がある。モミン・プロホドの鉱泉はヨーロッパで3番目、世界でも25番目に放射線量が高い。年間平均気温は10.5℃である。

## ギャラリー

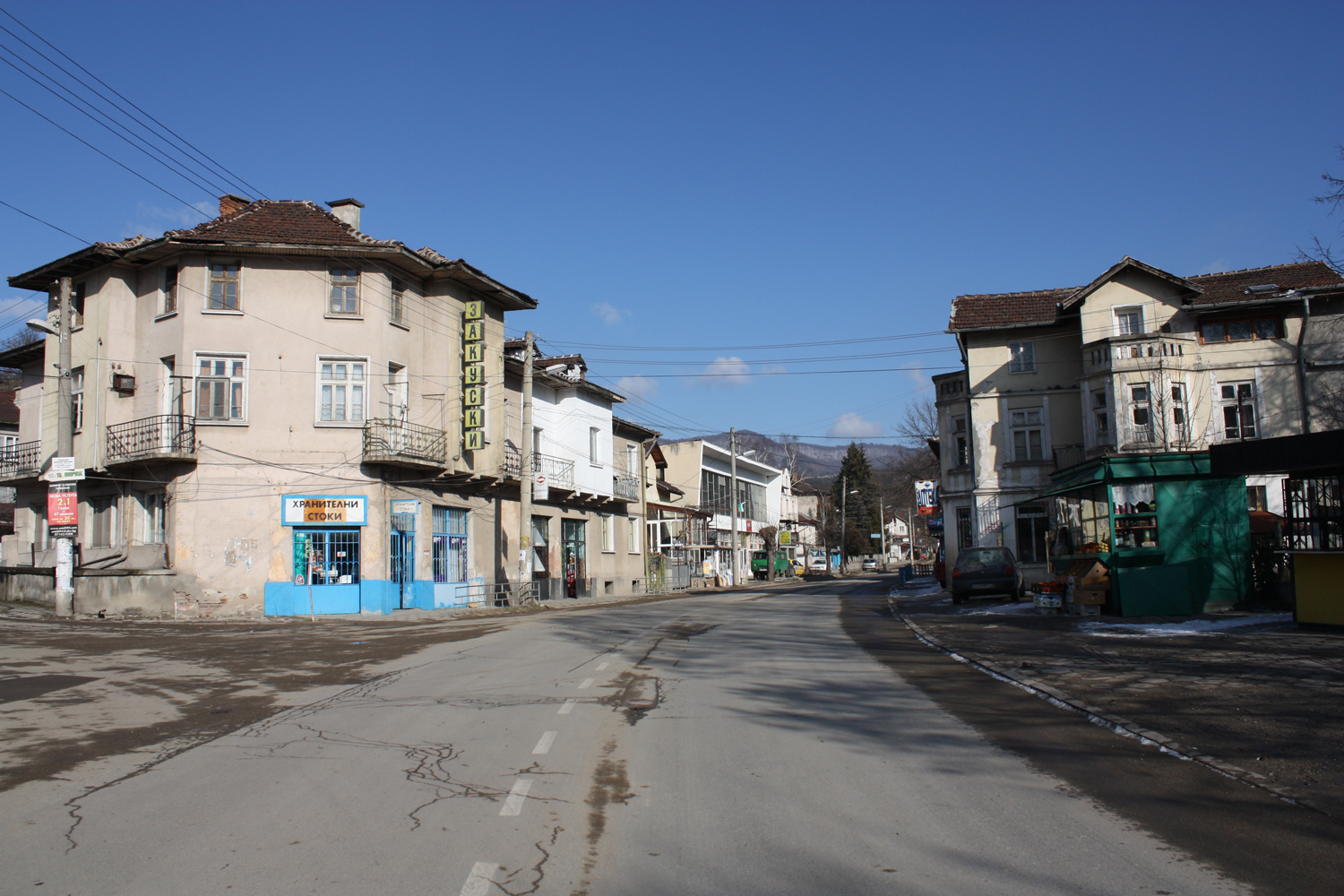
メインストリート
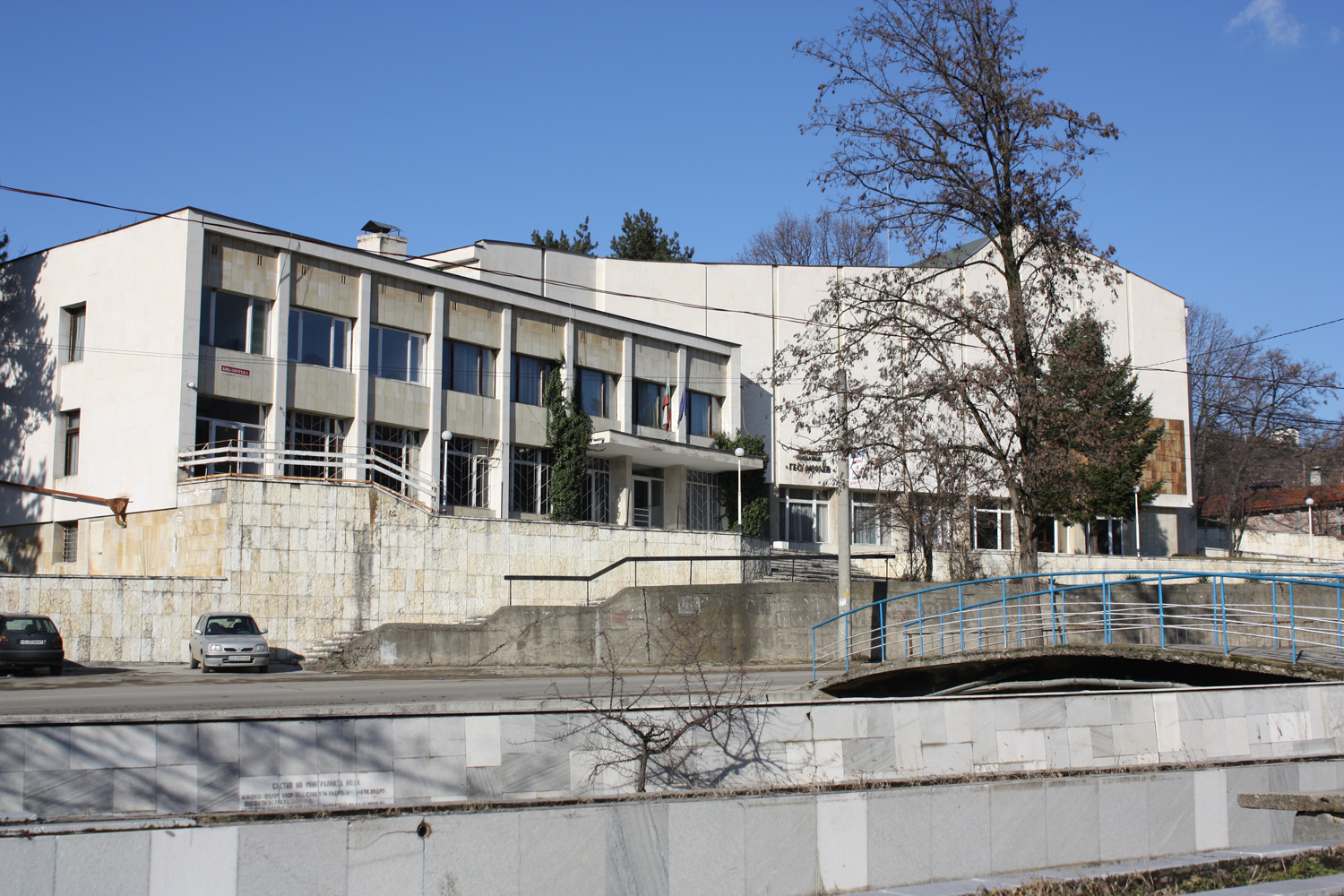
町内の文化クラブ
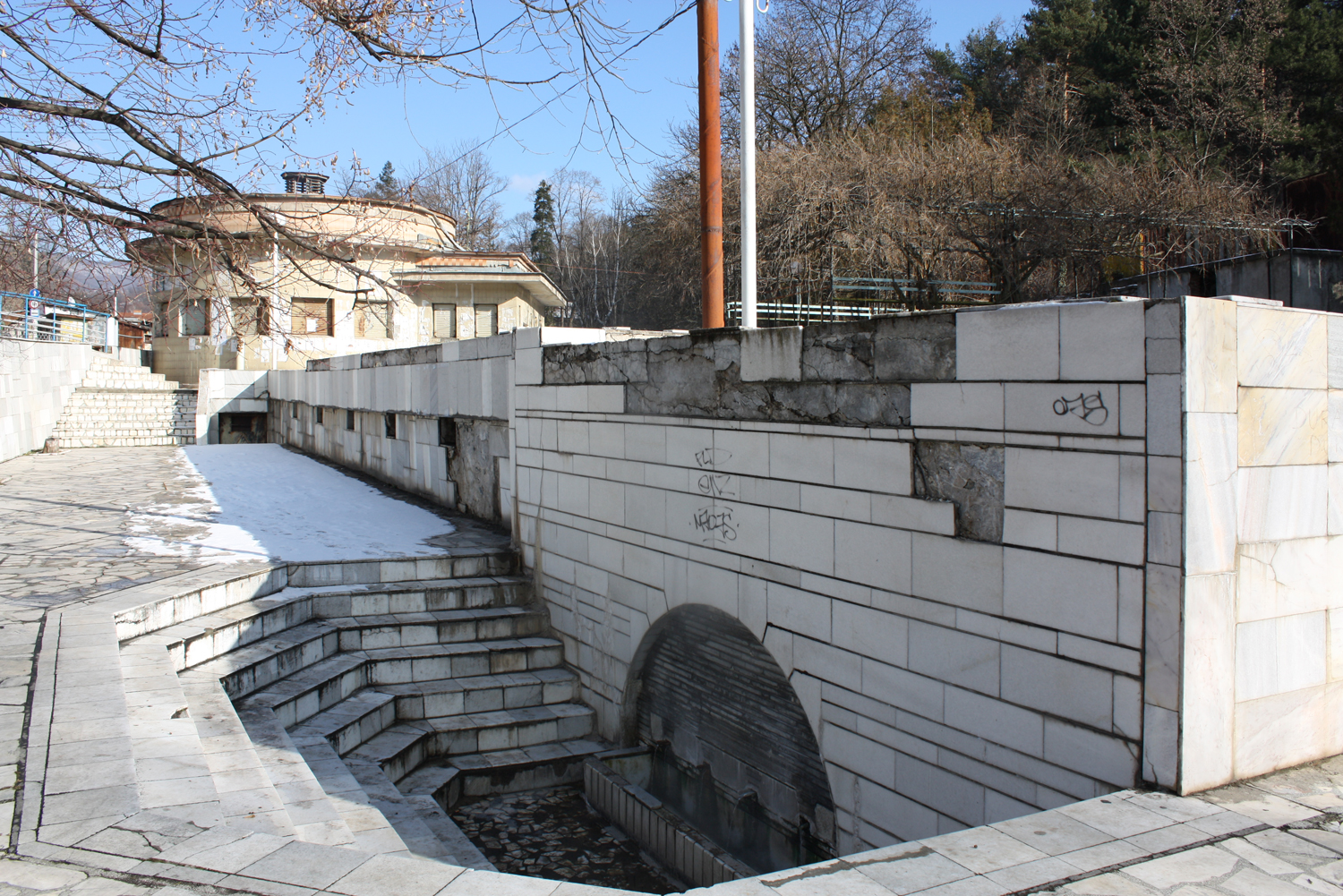
鉱泉のくみ取り場
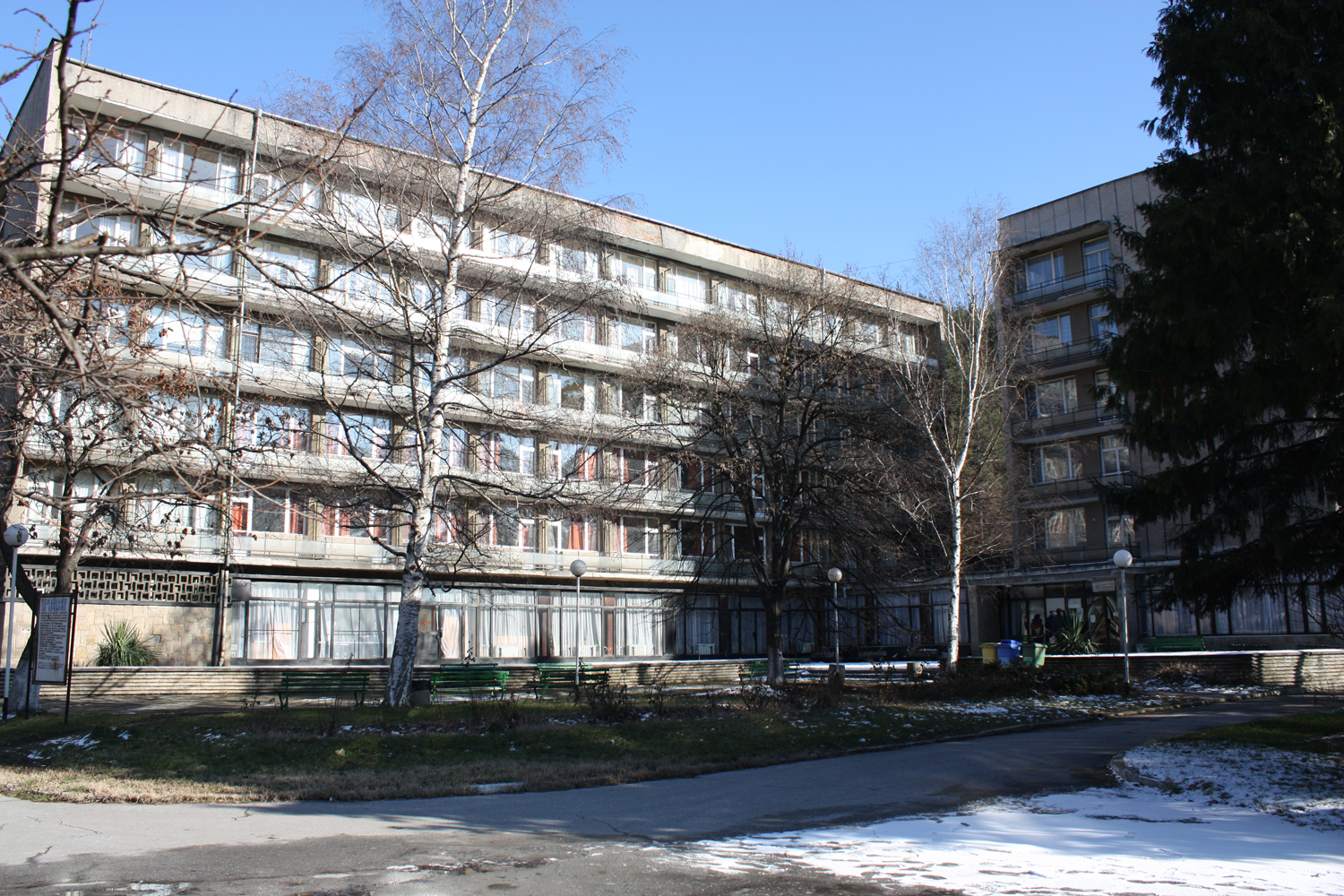
温泉療法の病院
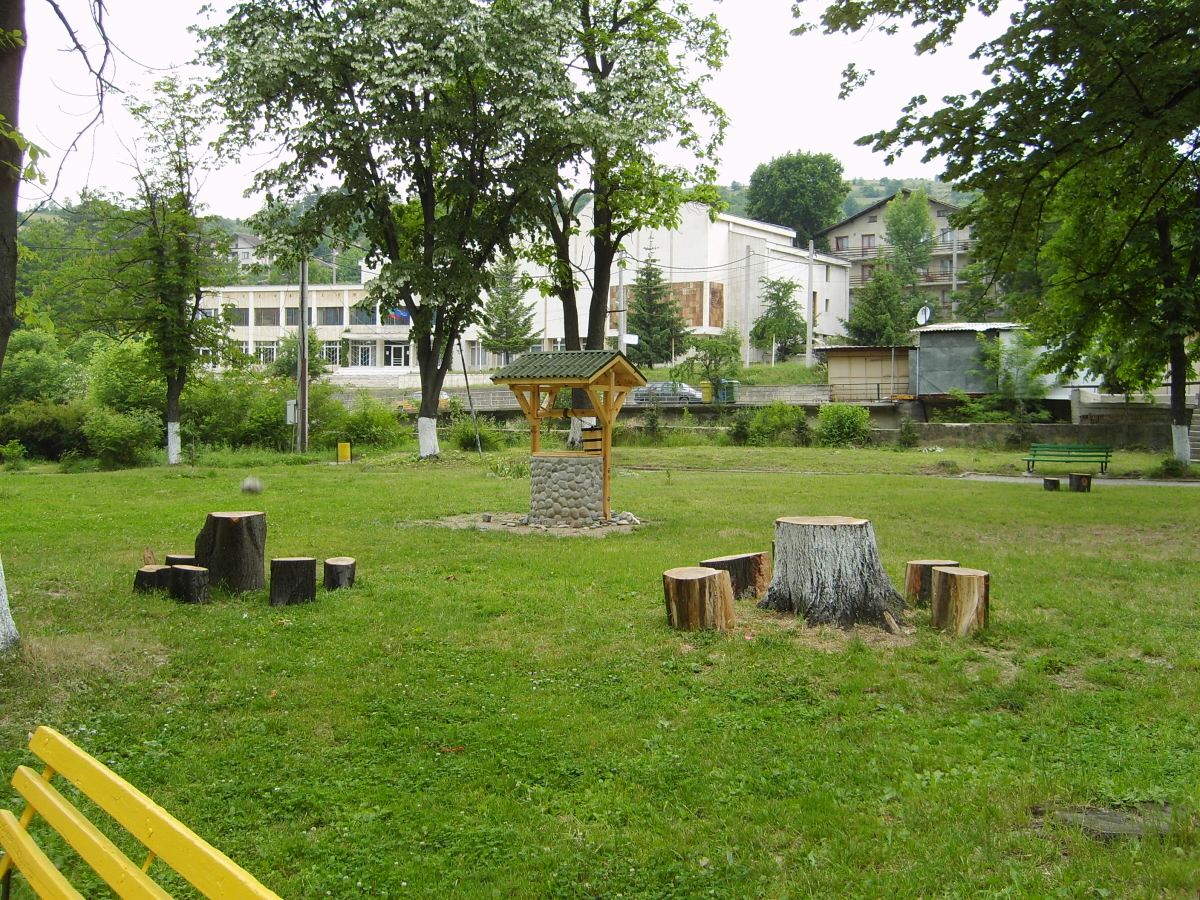
町内の公園。後ろの建物は文化センター
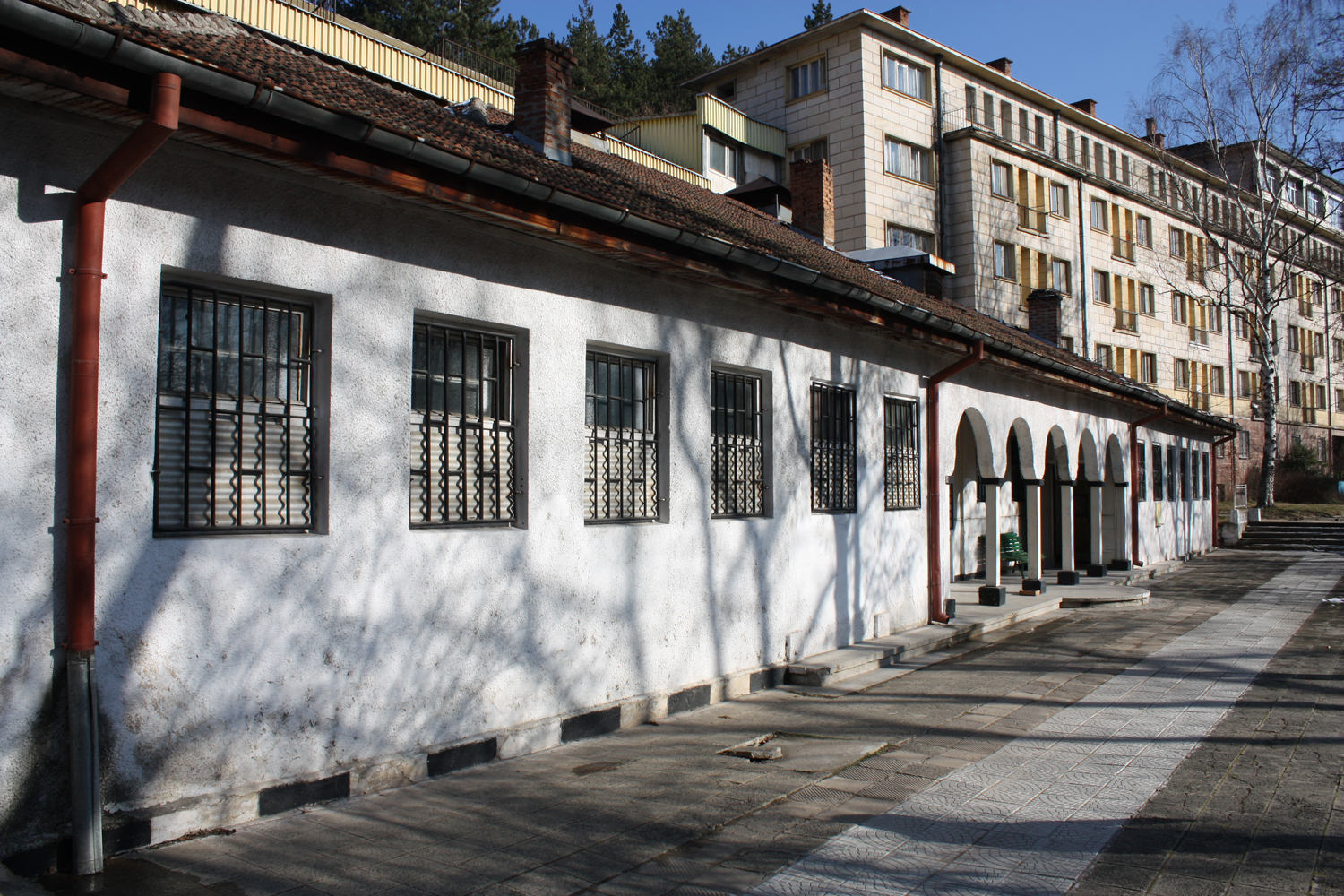
現役の古い浴場